# 宮 (朝鮮將棋)
宮，或稱為將（장），是朝鮮將棋的棋子稱呼，在近代的棋子中，綠方多寫成漢字楚（초），在紅方為漢（한）。
此棋是全局中最爲關鍵的棋子之一，為唯一一位元帥級棋子，不可以被對方吃掉或送與對方吃，被吃掉則判罰。所以對弈的最終目的都是在保護己方宮的同時攻擊對方的宮。只可在己方的「九宮格」內前後左右或按斜線移動。
雙方的宮「照面」（也叫做「碰頭」，乃指漢與楚在同一直綫上，且之間沒用任何一枚棋子相隔）時，下一著若仍還是在同一線維持照面，則平手。
起始位置為己方底線數起第二行之中軸排，九宮格中央。